# 馬君實
參數所指定的目標頁面不存在，建議更正成存在頁面或直接建立下列一個頁面（建立前請先搜尋是否有合適的存在頁面可以取代）：
- 馬君實 (伊斯兰教)

馬君實（1876年—1926年），又名馬君寔、后改名馬振憲，字冀平，号寄翁，又号无寄，安徽省桐城縣市乡（後为桐城縣城关镇）人。清朝及中华民国政治人物、诗人、佛教居士，進士出身。

## 生平
馬君實出身名门。高祖马宗琏、曾祖马瑞辰，皆治汉学。祖马三俊，举孝廉方正。父马复恒，辅佐丁汝昌治理海军。光绪二十八年（1902年），馬君實中举人。光緒二十九年（1903年），中式癸卯科三甲進士。同年闰五月，改翰林院庶吉士。散館授翰林院檢討。
光绪三十三年（1907年），馬君實进士馆法政大学毕业，授翰林院检讨，充国史馆协修官、编书处协修官、法律馆纂修官。曾经被选派到日本考察政治，回到中国后写出《考察纪实》数十万字出版。因为和慈禧太后政见不同，故未受到重用，仍然留在翰林院担任编修。
民国2年（1913年），馬君實获荐任为京师地方审判厅推事，后来担任安徽高等审判厅厅长。民国6年（1917年），许世英担任北京政府交通部部长，馬君實获聘为京津铁路段段长。民国11年（1922年），获聘为安徽省财政厅厅长。任内，淮河水灾，馬君實提议拨款赈灾，还拍卖了自家的房产，为灾民捐款数千金。民国12年（1923年），调任安徽特派交涉员兼芜湖监督。民国14年（1925年），出任国务院参议，兼任中国佛教协会会长、中国红十字会理事长。
馬君實信仰佛教，平日穿布衫，吃素食，诵经参禅，乐善好施。常常着袈裟、芒鞋，安坐在安庆迎江寺，并且捐款添建迎江寺旁的大士阁。馬君實在芜湖经常和释谛闲在广济寺讲《法华经》，每次讲经都能吸引听众数以千计。每年农历七月三十日为地藏菩萨生日，馬君實亲自主持佛事。
馬君實擅长写诗，尤其喜欢吟咏名山古寺。姚永概曾经这样评价桐城诗人：“季野诗清，冀平笔健。”馬君實晚年迁居北京，遂把自己在杭州西湖灵隐寺旁边的一栋别墅捐给了中国佛教协会。馬君實为官时十分清廉，死後所用的棺木还是他人捐赠。当时，北京各大寺的僧人来到馬君實位于南池子的寓所，为馬君實诵经超度，后来馬君實的内戚方仲斐扶其灵柩回到桐城安葬。

## 著作
馬君實的著作主要有《世曼寿堂诗集》四卷、《考察纪要》等。